# Glenn Bijl
Glenn Bijl (Stadskanaal, 13 juli 1995) is een Nederlands profvoetballer die doorgaans als rechtervleugelverdediger speelt. In juli 2025 verruilde hij Krylja Sovetov Samara voor Royal Antwerp.

## Carrière

### FC Groningen
Glenn Bijl speelde in jeugdelftallen van SC Stadskanaal en FC Groningen. Voordat hij zijn debuut had gemaakt voor FC Groningen, werd Bijl in het seizoen 2015/16 verhuurd aan FC Dordrecht. Bijl maakte zijn debuut in het betaalde voetbal op 15 januari 2015 in de uitwedstrijd tegen FC Eindhoven (1–1). Op 8 april maakte hij tegen Jong PSV (4-0 winst) zijn eerste doelpunt in het profvoetbal. In een halfjaar speelde Bijl voor Dordrecht vijftien wedstrijden, waarin hij twee keer scoorde en één assist gaf. 
Bijl maakte op 14 mei 2017 zijn debuut in de Eredivisie voor FC Groningen in de uitwedstrijd tegen FC Twente. Bijl leverde tijdens zijn debuut gelijk een assist voor de 0–1 van Bryan Linssen. In de finale van de play-offs om Europees voetbal tegen AZ op 20 mei 2017 speelde hij zijn tweede en laatste wedstrijd voor Groningen. 

### FC Emmen
In de zomer van 2017 verliet Bijl FC Groningen voor streekgenoot FC Emmen. Op 18 augustus maakte hij tegen RKC Waalwijk zijn debuut voor FC Emmen. Zijn eerste doelpunt volgde op 17 november tegenAlmere City. In de reguliere competitie eindigde Bijl met Emmen zevende, wat play-offs om promotie betekende. In de eerste ronde scoorde hij een goal en gaf hij twee assists in een tweeluik waarin N.E.C. verslagen werd. Na een 0-0 tegen Sparta Rotterdam was hij in de finale goed voor een assist op de 1-1 van Michael Chacón, waarna Emmen met 1-3 won en voor het eerst in de clubgeschiedenis naar de Eredivisie promoveerde.
Op 12 augustus 2018 was hij tegen ADO Den Haag maakte hij het eerste Eredivisiedoelpunt voor FC Emmen in de clubgeschiedenis. De club won met 1-2 en boekte daarmee ook de eerste overwinning ooit in de Eredivisie. Ook in de tweede overwinning van het seizoen, tegen FC Utrecht op 16 september, was Bijl belangrijk met een goal en een assist in een 1-2 overwinning. Elf dagen scoorde hij twee goals in de bekerwedstrijd tegen OFC. Hij was dat seizoen goed voor vijf goals en zes assists in alle competities, een persoonlijk record. 
Bijl speelde vier seizoenen voor Emmen, totdat hij in het seizoen 2020/21 zestiende eindigde in de Eredivisie. Vervolgens werd het in de eerste ronde van de play-offs om promotie/degradatie uitgeschakeld door NAC Breda. In totaal speelde Bijl 129 wedstrijden voor Emmen, waarin hij goed was voor twaalf goals en twintig assists. 

### Krylja Sovetov Samara
Bijl tekende in augustus 2021 een driejarig contract bij Krylja Sovetov Samara, uitkomend in de Premjer-Liga.Later werd daar nog een seizoen aan toegevoegd. Hij speelde vier seizoenen in Rusland en kwam daarin tot zeven goals en negen assists.

### Royal Antwerp
Na vier jaar in Rusland tekende Bijl op 24 juli 2025 transfervrij bij het Royal Antwerp van Marc Overmars, waar hij verder landgenoten Gyrano Kerk en Vincent Janssen tegenkwam. Hij tekende een contract voor één seizoen, met een optie voor nog een seizoen.  

## Carrièrestatistieken
| Seizoen                    | Club            | Competitie      | Competitie | Competitie | Beker | Beker | Overig | Overig | Totaal | Totaal |
| Seizoen                    | Club            | Competitie      | Wed.       | Dlp.       | Wed.  | Dlp.  | Wed.   | Dlp.   | Wed.   | Dlp.   |
| -------------------------- | --------------- | --------------- | ---------- | ---------- | ----- | ----- | ------ | ------ | ------ | ------ |
| 2014/15                    | FC Groningen    | Eredivisie      | 0          | 0          | 0     | 0     | –      | –      | 0      | 0      |
| 2015/16                    | FC Groningen    | Eredivisie      | 0          | 0          | 0     | 0     | –      | –      | 0      | 0      |
| 2015/16                    | → FC Dordrecht  | Eerste divisie  | 15         | 2          | 0     | 0     | –      | –      | 15     | 2      |
| 2016/17                    | FC Groningen    | Eredivisie      | 1          | 0          | 0     | 0     | 1      | 0      | 2      | 0      |
| 2017/18                    | FC Emmen        | Eerste divisie  | 31         | 2          | 1     | 0     | 4      | 1      | 36     | 3      |
| 2018/19                    | FC Emmen        | Eredivisie      | 32         | 2          | 2     | 3     | –      | –      | 34     | 5      |
| 2019/20                    | FC Emmen        | Eredivisie      | 24         | 1          | 1     | 0     | –      | –      | 25     | 1      |
| 2020/21                    | FC Emmen        | Eredivisie      | 30         | 2          | 3     | 1     | 1      | 0      | 34     | 3      |
| 2021/22                    | Krylja Sovetov  | Premjer-Liga    | 21         | 0          | 2     | 1     | –      | –      | 23     | 1      |
| 2022/23                    | Krylja Sovetov  | Premjer-Liga    | 28         | 2          | 10    | 0     | –      | –      | 38     | 2      |
| 2023/24                    | Krylja Sovetov  | Premjer-Liga    | 18         | 1          | 5     | 2     | –      | –      | 23     | 3      |
| 2024/25                    | Krylja Sovetov  | Premjer-Liga    | 21         | 1          | 3     | 0     | –      | –      | 24     | 1      |
| 2025/26                    | Royal Antwerp   | Eerste klasse A | 0          | 0          | 0     | 0     | 0      | 0      | 0      | 0      |
| Carrière totaal            | Carrière totaal | Carrière totaal | 221        | 13         | 27    | 7     | 6      | 1      | 254    | 21     |
| Bijgewerkt op 10 juni 2025 |                 |                 |            |            |       |       |        |        |        |        |